# 4318 Baťa
A 4318 Bata (ideiglenes jelöléssel 1980 DE1) egy kisbolygó a Naprendszerben. Zdenka Vávrová fedezte fel 1980. február 21-én.